# Schenkelibunus
Genre
Synonymes
- Hanseniella Mello-Leitão, 1927 nec Bagnall, 1913
- Friburgoia Mello-Leitão, 1932
- Ziltaia Mello-Leitão, 1936

Schenkelibunus est un genre d'opilions laniatores de la famille des Gonyleptidae.

## Distribution
Les espèces de ce genre sont endémiques du Brésil. Elles se rencontrent dans les États de Santa Catarina et de Rio de Janeiro.

## Liste des espèces
Selon World Catalogue of Opiliones (25/08/2021) :
- Schenkelibunus impar (Mello-Leitão, 1931)
- Schenkelibunus perditus (Mello-Leitão, 1927)

## Étymologie
Ce genre est nommé en l'honneur d'Ehrenfried Schenkel.

## Publications originales
- Strand, 1932 : « Miscellanea nomenclatoria zoologica et Paleontologica III. » Folia Zoologica et Hydrobiologica, vol. 4, p. 133–147.
- Mello-Leitão, 1927 : « Generos novos de Gonyleptideos (Nota previa). » Boletim do Museu Nacional, vol. 3, p. 13–22.